# Gheorghe Pribeanu
Gheorghe Pribeanu (n. 8 ianuarie 1954) este un fost deputat român în legislatura 2000-2004, ales în județul Timiș pe listele partidului PRM. În cadrul activității sale parlamentare, Gheorghe Pribeanu a fost membru în grupurile parlamenatare de prietenie cu Australia și Republica Coasta de Fildeș.

## Legături externe
- Gheorghe Pribeanu Arhivat în 12 august 2020, la Wayback Machine. la cdep.ro